# Kypello Ellados 1954-1955
La Coppa di Grecia 1954-1955 è stata la 13ª edizione del torneo. La competizione è terminata il 12 luglio 1955. Il Panathinaikos ha vinto il trofeo per la terza volta, battendo in finale il PAOK.

## Ottavi di finale
| Squadra 1           | Risultato   | Squadra 2          |
| ------------------- | ----------- | ------------------ |
| Paniōnios           | 2 – 0       | Nikī Volo          |
| Apollōn Smyrnīs     | 3 – 1       | Egaleo             |
| Olympiakos Volos    | 1 – 1 (dts) | AEK Atene          |
| OFI Creta           | 1 – 2       | Panathīnaïkos      |
| Olympiakos Patrasso | 0 – 1       | Olympiacos         |
| PAOK                | 3 – 2 (dts) | Elpida Drama       |
| Doxa Dramas         | 1 – 1 (dts) | Apollōn Kalamarias |
| Arīs Salonicco      | 2 – 1       | Nikī Volo          |

Rigiocate
| Squadra 1          | Risultato | Squadra 2        |
| ------------------ | --------- | ---------------- |
| AEK Atene          | 0 – 1     | Olympiakos Volos |
| Apollōn Kalamarias | 1 – 2     | Doxa Dramas      |

## Quarti di finale
| Squadra 1       | Risultato | Squadra 2        |
| --------------- | --------- | ---------------- |
| PAOK            | 4 – 0     | Paniōnios        |
| Doxa Dramas     | 5 – 3     | Olympiakos Volos |
| Panathīnaïkos   | 1 – 0     | Arīs Salonicco   |
| Apollōn Smyrnīs | 3 – 1     | Olympiacos       |

## Semifinali
| Squadra 1     | Risultato | Squadra 2       |
| ------------- | --------- | --------------- |
| Panathīnaïkos | 2 – 1     | Apollōn Smyrnīs |
| PAOK          | 1 – 0     | Doxa Dramas     |

## Finale
| Arbitro: | Diamantopoulos |

|                            |           |  |
| Kourtzidis 24’ Panakis 31’ | Marcatori |  |